# Guesus
Guesus è il settimo album in studio del rapper italiano Guè, pubblicato il 10 dicembre 2021 dalla Island Records.

## Descrizione
L'album è il primo a figurare il cambio di nome dell'artista, che ha rimosso Pequeno dal proprio nome d'arte, e si compone di sedici brani realizzati insieme a svariati artisti, tra cui i connazionali DJ Shocca, Marracash, Salmo e Shablo e rapper oltreoceano come Rick Ross e Jadakiss.
Guesus è stato posizionato al diciottesimo posto della classifica dei 20 migliori dischi italiani dell'anno stilata dalla rivista Rolling Stone Italia.

## Accoglienza
| Recensione | Giudizio |
| ---------- | -------- |
| Newsic     | 7/10     |
| Ondarock   | 6/10     |
| Rockol     | 7/10     |

Tommaso Naccari di GQ Italia scrive che si tratta di «un disco in cui vieni sballottato da una parte all’altra del mondo dell'autore» e «introspettivo», soffermandosi sulla traccia Nicolas Cage, ritenuta dal giornalista «la gemma nascosta» de progetto, «inedita a livello di tecnica, flow e scelte stilistiche» e che «mischia il classico con l'attuale». Claudio Cabona di Rockol descrive il progetto come «denso dal punto di vista sonoro» con riferimenti musicali «dall'R&B, al valzer, dal grime all'hip hop vecchia scuola passando anche per sonorità oniriche, contemporanee o più scarne», e sebbene non presenti nel complesso «elementi realmente sorprendenti o di novità» esso «offre un’iniezione positiva al rap italiano».
Gabriele Fazio dell'Agenzia Giornalistica Italia scrive che l'album sia «ben congeniato» ma «non ci sono guizzi, non c'è niente di particolarmente illuminante» e che «l'essenza di questo disco sta proprio nella personalità di Guè, [...] che fa le sue cose da Guè per ricordare a tutti che lui è Guè». Antonio Silvestri di Ondarock riporta che Guesus «è più Flop [di Salmo] che Noi, loro, gli altri [di Marracash], con poco o nulla di nuovo» poiché «procede a velocità di crociera, indisturbato, perché non deve dimostrare o giustificare nulla».

## Tracce
1. La G la U la E pt. 2 – 2:25 (musica: Matteo Bernacchi)
2. Gangster of Love (ft. Rick Ross) – 2:45 (testo: Cosimo Fini, William Roberts – musica: Pablo Miguel Lombroni Capalbo)
3. Piango sulla Lambo (ft. Rose Villain) – 3:21 (testo: Cosimo Fini, Rosa Luini – musica: Edwyn Roberts, Andrea Ferrara)
4. Blitz! (ft. Geolier) – 3:00 (testo: Cosimo Fini, Emanuele Palumbo – musica: Andrea Ferrara)
5. Daytona (ft. Marracash) – 2:42 (testo: Cosimo Fini, Fabio Rizzo – musica: Alessandro Pulga, Stefano Tognini)
6. Veleno – 3:14 (musica: Andrea Ferrara, Edwyn Roberts, Stefano Marletta)
7. Nessuno (ft. Coez) – 3:15 (testo: Cosimo Fini, Silvano Albanese – musica: Pietro Miano, Pietro Basso, Federico Vaccari)
8. Futura ex (ft. Ernia) – 3:10 (testo: Cosimo Fini, Matteo Professione – musica: Luca Pace)
9. Cose non sane (Interlude) – 0:44 (musica: Andrea Ferrara, Edwyn Roberts)
10. Senza sogni (ft. Elisa) – 2:55 (testo: Cosimo Fini, Elisa Toffoli – musica: Andrea Ferrara, Edwyn Roberts)
11. Lunedì blu (ft. Salmo) – 4:01 (testo: Cosimo Fini, Maurizio Pisciottu – musica: Andrea Ferrara)
12. Sponsor (ft. Dutchavelli) – 2:05 (testo: Cosimo Fini, Dutchavelli – musica: Rvchet)
13. Nicolas Cage (ft. Jadakiss) – 3:01 (testo: Cosimo Fini, Jason Phillips – musica: Marco Polo)
14. Domai (ft. Ketama126) – 2:58 (testo: Cosimo Fini, Piero Baldini – musica: Andrea Ferrara)
15. Fredda, triste, pericolosa (ft. Franco126) – 2:51 (testo: Cosimo Fini, Federico Bertollini – musica: Andrea Ferrara, Edwyn Roberts, Stefano Marletta)
16. Too Old to Die Young – 3:22 (musica: Pablo Miguel Lombroni Capalbo)

## Formazione
Musicisti
- Guè – voce
- Rick Ross – voce aggiuntiva (traccia 2)
- Rose Villain – voce aggiuntiva (traccia 3)
- Geolier – voce aggiuntiva (traccia 4)
- Marracash – voce aggiuntiva (traccia 5)
- Coez – voce aggiuntiva (traccia 7)
- Ernia – voce aggiuntiva (traccia 8)
- Elisa – voce aggiuntiva (traccia 10)
- Salmo – voce aggiuntiva (traccia 11)
- Duchavelli – voce aggiuntiva (traccia 12)
- Jadakiss – voce aggiuntiva (traccia 13)
- Ketama126 – voce aggiuntiva (traccia 14)
- Franco126 – voce aggiuntiva (traccia 15)

Produzione
- DJ Shocca – produzione (traccia 1)
- Shablo – produzione (tracce 2, 16)
- Sixpm – produzione (tracce 2, 3, 4, 6, 7, 9, 10-12, 14 e 15)
- Marz – produzione (traccia 5)
- Zef – produzione (traccia 5)
- 2nd Roof – produzione (traccia 7)
- The Night Skinny – produzione (traccia 8)
- Rvchet – produzione (traccia 12)
- Marco Polo – produzione (traccia 13)

## Classifiche

### Classifiche settimanali
| Classifica (2021) | Posizione massima |
| ----------------- | ----------------- |
| Italia            | 1                 |
| Svizzera          | 24                |

### Classifiche di fine anno
| Classifica (2021) | Posizione |
| ----------------- | --------- |
| Italia            | 34        |
| Classifica (2022) | Posizione |
| Italia            | 19        |